# Konti Konstantynówka
Konti Konstantynówka (ukr. Футбольний клуб «Конті» Костянтинівка, Futbolnyj Kłub „Konti” Kostiantyniwka) – ukraiński klub piłkarski z siedzibą w Konstantynowce, w obwodzie donieckim.
W latach 1967–1969 występował w rozgrywkach Mistrzostw ZSRR.

## Historia
Chronologia nazw:
- 1935: Awtoskło Konstantynówka (ukr. «Автоскло» Костянтинівка)
- 1967: Sitał Konstantynówka (ukr. «Сітал» Костянтинівка)
- 1970: Awtoskło Konstantynówka (ukr. «Автоскло» Костянтинівка)
- 199?: Monolit Konstantynówka (ukr. «Моноліт» Костянтинівка)
- 2002: klub rozwiązano
- 2004: Kyjiw-Konti Konstantynówka (ukr. «Київ-Конті» Костянтинівка)
- 2006: Konti Konstantynówka (ukr. «Конті» Костянтинівка)
- 2011: klub rozwiązano

Drużyna piłkarska Awtoskło Konstantynówka została założona w mieście Konstantynówka w 1935 roku i reprezentowała miejscowy zakład metalurgiczny. W 1967 klub pod nazwą Sitał Konstantynówka występował w Klasie B, 2 strefie ukraińskiej. W 1969 zajął przedostatnie, 20 miejsce w Klasie B, 2 strefie ukraińskiej i pożegnał się z rozgrywkami na szczeblu profesjonalnym. Potem kontynuował występy w rozgrywkach Mistrzostw i Pucharu obwodu, dopóki nie został rozwiązany.
Dopiero w latach 90. klub został reaktywowany. W sezonie 2000 pod nazwą Monolit Konstantynówka debiutował w Amatorskiej Lidze, w której zajął najpierw pierwsze miejsce w 8 grupie, a potem trzecie miejsce w etapie drugim. W następnym sezonie był najpierw trzeci w 7 grupie, a potem drugi w turnieju finałowym, a w 2002 czwarty w 5 grupie. Potem klub został rozwiązany, a w 2004 została zorganizowana nowa drużyna Kyjiw-Konti Konstantynówka, która reprezentowała fabrykę czekoladową „Kyjiw-Konti”. Drużyna amatorska kontynuowała występy w rozgrywkach Mistrzostw i Pucharu obwodu donieckiego. W 2006 zespół zmienił nazwę na Konti Konstantynówka.

## Sukcesy
- Amatorska Liha:

wicemistrz: 2001